# 金恒杰
金恒杰（1934年2月13日—2014年8月12日），又名金載熹，台灣法國文學研究者、作家，金溟若的大兒子，作家金恒鑣和金恒煒的哥哥。

## 生平
台灣國立台灣大學外國語言文學系畢業后留學法國，得博士學位，曾在法國工作，后回台在國立中央大學法國語文學系教書，以正教授屆齡退休。2014年於巴黎過世。

## 著作
著有《巴黎的蠱惑》、《由英雄的人到人的泯減》等書。